# Olearia tomentosa
Olearia tomentosa es una especie  de la familia de las asteráceas. 

## Descripción
Es especie bastante efímera, no suele superar 1 m de altura, con hojas velludas  verde oliva. En primavera y verano produce elegantes panículas erectas de cabezuelas florales entre blancas y malva azulado claro, con los flósculos ligulados más oscuros en el dorso. 

## Distribución
Vive en Nueva Gales del Sur,  (Australia)

## Taxonomía
Olearia tomentosa fue descrita por (J.C.Wendl.) DC. y publicado en Prodromus Systematis Naturalis Regni Vegetabilis 5: 252. 1836.
Sinonimia
- Aster tomentosus J.C.Wendl.
- Olearia dentata Moench nom. illeg.
- Aster dentatus Andrews[2][3]